# European Air Transport Leipzig
 (janvier 2022).
Si vous disposez d'ouvrages ou d'articles de référence ou si vous connaissez des sites web de qualité traitant du thème abordé ici, merci de compléter l'article en donnant les références utiles à sa vérifiabilité et en les liant à la section « Notes et références ».

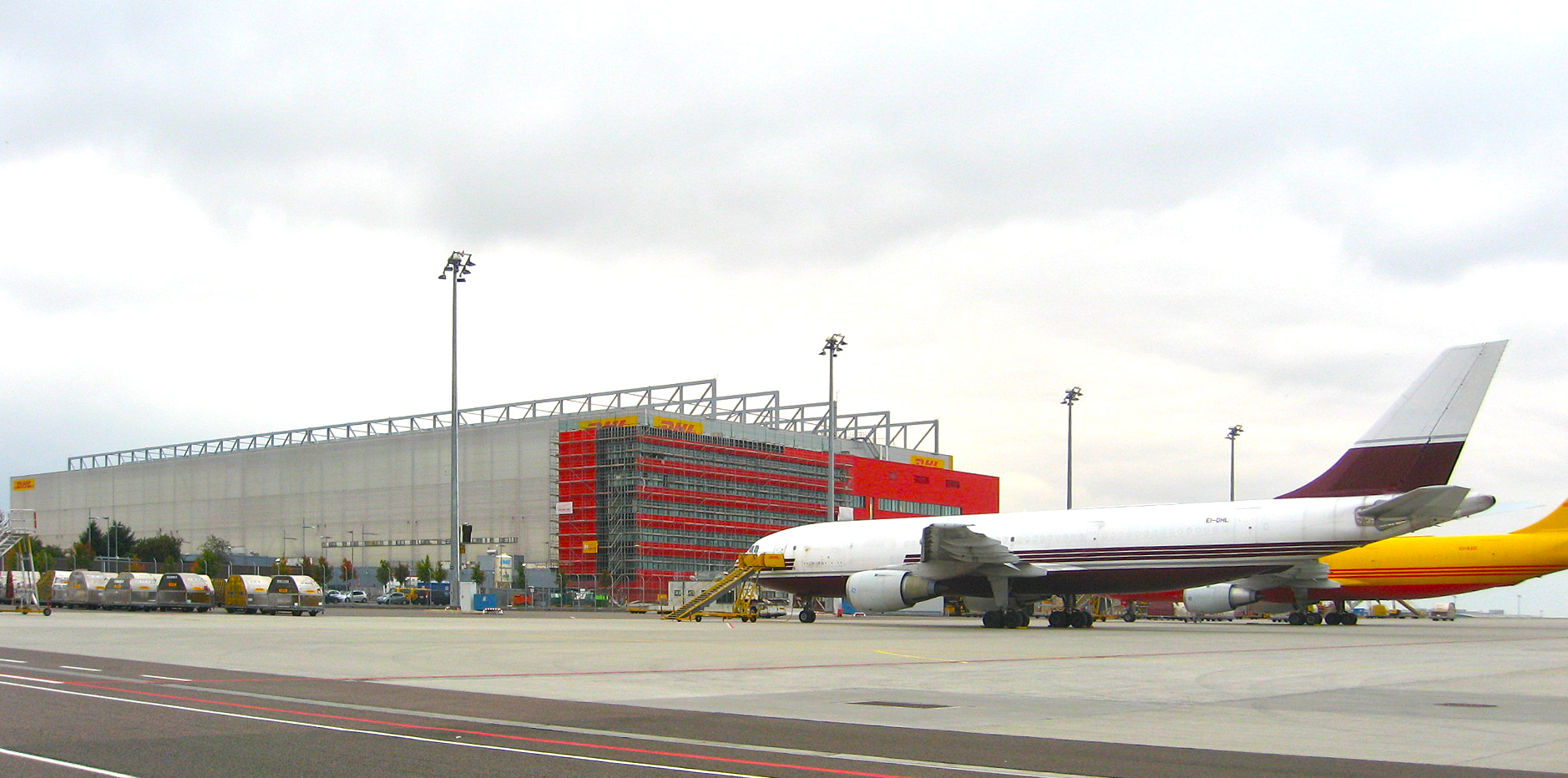
EAT Hangar à la Leipzig/Halle aéroport

European Air Transport Leipzig GmbH est une compagnie aérienne cargo allemande fondée en 2005 et dont les activités ont officiellement démarrées en septembre 2008. C'est l'une des quatre compagnies aériennes de DHL, branche de la Deutsche Post, EAT fait partie de la division DHL Express. Elle compte environ 5700 employés et 35 appareils. Son code AITA est QY.

## Flotte
La flotte de European Air Transport Leipzig est composée des appareils suivants en 2024 :
| Appareils          | En Service | Commandes | Notes |
| ------------------ | ---------- | --------- | ----- |
| Airbus A300-600RF  | 25         | —         |       |
| Airbus A330-200F   | 4          | —         |       |
| Airbus A330-300P2F | 2          | —         |       |
| Boeing 757-200PCF  | 7          | —         |       |
| Total              | 38         | 0         |       |